# Conceição e Estoi
Conceição e Estoi (oficialmente: União das Freguesias de Conceição e Estoi) é uma freguesia portuguesa do município de Faro com 68,4 km² de área e 8331 habitantes (censo de 2021). A sua densidade populacional é 121,8 hab./km².

## História
Foi constituída em 2013, no âmbito de uma reforma administrativa nacional, pela agregação das antigas freguesias de Conceição e Estoi e tem a sede em Conceição.

## Demografia
A população registada nos censos foi:
| Ano  | 0-14 Anos | 15-24 Anos | 25-64 Anos | > 65 Anos |
| 2001 | 1038      | 954        | 3860       | 1437      |
| 2011 | 1169      | 858        | 4510       | 1639      |
| 2021 | 1092      | 772        | 4435       | 2032      |

À data da junção das freguesias, a população registada no censo anterior foi:
| Freguesia atual   | Freguesia atual  | Freguesia atual | Freguesias antigas | Freguesias antigas | Freguesias antigas |
| Freguesia         | População (2011) | Área (km²)      | Freguesia          | População(2011)    | Área(km²)          |
| ----------------- | ---------------- | --------------- | ------------------ | ------------------ | ------------------ |
| Conceição e Estoi | 8176             | 68,4            | Conceição          | 4524               | 21,81              |
| Conceição e Estoi | 8176             | 68,4            | Estoi              | 3652               | 46,59              |